# Суанов, Казбек Семёнович
Казбек Семёнович Суанов (17 мая 1946 — 30 октября 2024) — советский и российский актёр театра и кино, заслуженный артист Российской Федерации, заслуженный артист Северо-Осетинской АССР, народный артист Республики Северная Осетия-Алания.

## Биография
Казбек Суанов родился 17 мая 1946 года в городе Назрань Чечено-Ингушской АССР (СССР).
В 1965 году поступил в Осетинскую студию Государственного института театрального искусства (ГИТИС). С 1970 года до последних дней работал в Северо-Осетинском государственном драматическом театре. За годы актёрской работы сыграл свыше 80 ролей в театре и кино.
Был известен по ролям в фильмах «Семейная драма», «Курьер на восток», «Ах, любовь».
Скончался 30 октября 2024 года в городе Владикавказ на 78-м году жизни.
Журнал «Театральная жизнь» в 1977 году отмечал в Суанове «природную музыкальность, сильный звонкий голос и пластичность». По мнению автора издания, уже в своих дипломных работах молодой артист демонстрировал потенциал и высокий профессионализм. Театральный критик, кандидат искусствоведения Александр Бациев в своей рецензии на спектакль «Жених Гаци» в 1985 году положительно оценил созданный Суановым образ Дзантемира, назвав его привлекательным и лирическим.